# Université des arts Georges-Enesco
L’université des arts Georges-Enesco (en roumain : Universitatea de Arte „George Enescu”) est une université publique de Iași en Roumanie, fondée en 1860 par Ion Cuza. Sa dénomination actuelle remonte à 1992. Issue de la réunion du Conservatoire de musique et d'art dramatique et de la Société nationale des beaux-arts de Iași, l’originalité de cette institution est de regrouper l’enseignement des arts plastiques, du théâtre  et de la musique. 
Le nom de l’université fait honneur au compositeur roumain Georges Enesco (en roumain : George Enescu). 